# Eupithecia tenebrosaria
Eupithecia tenebrosaria är en fjärilsart som beskrevs av Herrich-Schäffer 1846. Eupithecia tenebrosaria ingår i släktet Eupithecia och familjen mätare. Inga underarter finns listade i Catalogue of Life.